# Cebrennus rechenbergi

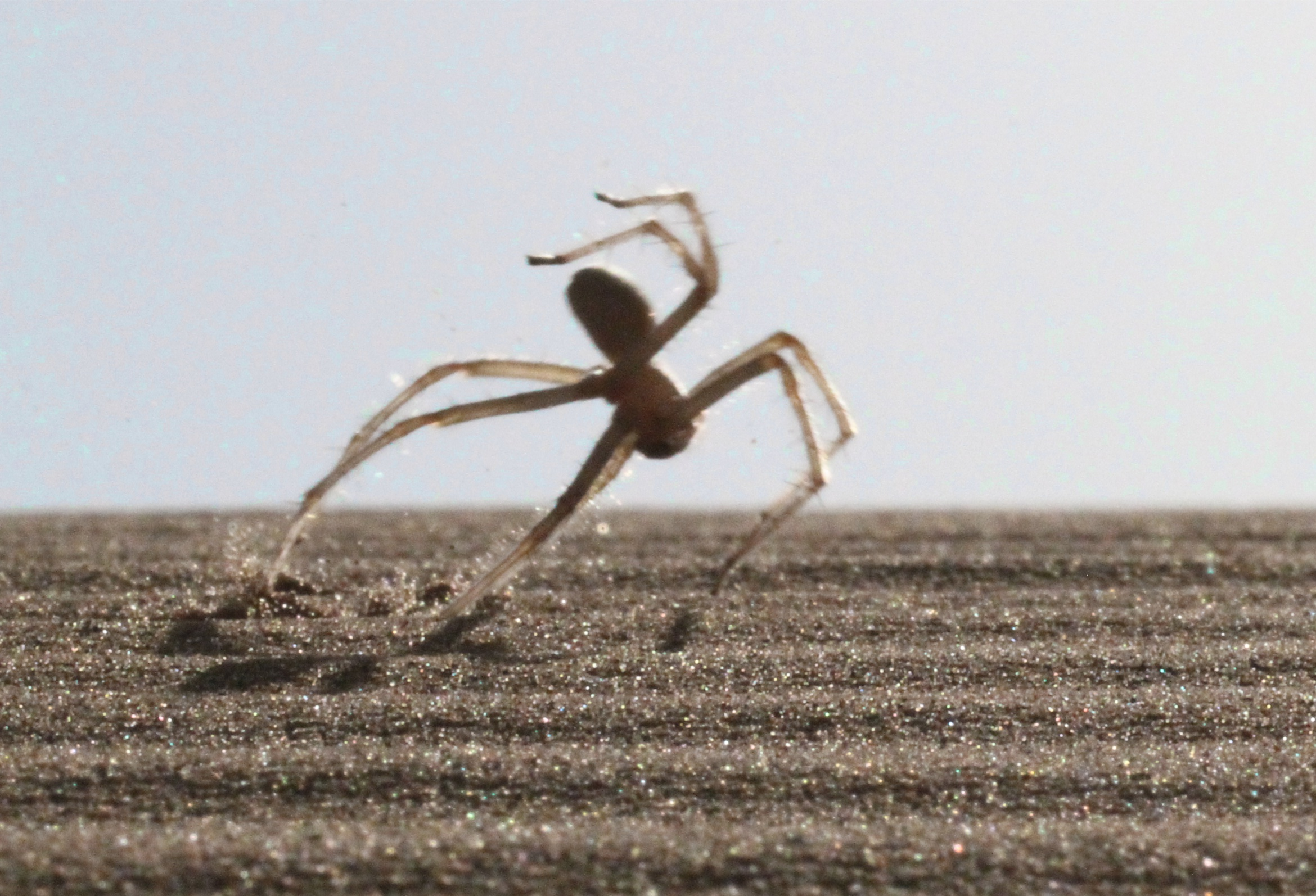
Mithilfe ihrer acht Beine kann Cebrennus rechenbergi eine rollende Bewegung imitieren, die doppelt so schnell ist wie ihre normale Fortbewegung

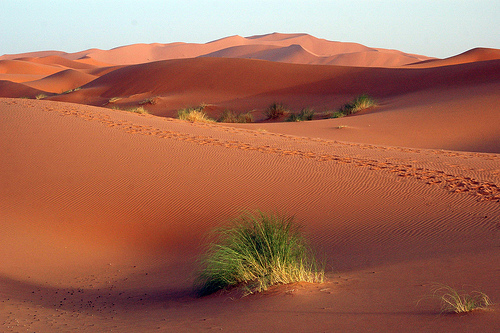
Dünenlandschaft Erg Chebbi in Marokko

 Cebrennus rechenbergi  ist eine Webspinne aus der Familie der Riesenkrabbenspinnen. Sie ist in der Sandwüste Erg Chebbi in Marokko endemisch. Bekannt wurde die Art durch ihre für Spinnen einzigartige Möglichkeit der Fortbewegung. Ihre vier Beinpaare ermöglichen ihr eine Bewegung, die an einen Flickflack erinnert, und mit der sie sich, nahezu rollend, doppelt so schnell fortbewegen kann wie mit ihrer normalen Beinbewegung. Ihr Entdecker Ingo Rechenberg nannte sie deshalb auch „Radlerspinne“.

## Beschreibung
Cebrennus rechenbergi ist eine Riesenkrabbenspinne von mittlerer Größe. Die Körperlänge der für die Erstbeschreibung vermessenen Exemplare betrug bei den Männchen 13,8 bis 19,0 Millimeter, bei den Weibchen 19 bis 19,5 Millimeter. Männchen und Weibchen sind sehr ähnlich in der Färbung. Ihre Grundfarbe ist weiß, die Scopula an der Unterseite der Beine ist schwarz.
Das Opisthosoma ist dorsal gelblich gefärbt und auch die Schenkel erscheinen gelblich. Die Cheliceren sind gelblich braun, die Klauen dunkel.

## Verbreitung
Cebrennus rechenbergi kommt nur in der Sandwüste Erg Chebbi in der Provinz Errachidia in der Region Meknès-Tafilalet im Südosten Marokkos vor. Das Gebiet liegt in der Sahara, nahe der Grenze zu Algerien. Cebrennus rechenbergi ist eine von 17 Arten der Gattung Cebrennus, deren Verbreitungsgebiet sich über Nordafrika und die  Arabische Halbinsel bis nach Zentralasien erstreckt.

## Lebensweise
Cebrennus rechenbergi bevorzugt – wie die meisten Wüstenbewohner – eine nächtliche Lebensweise. Vor Sonnenaufgang macht die Spinne Jagd auf Schmetterlinge, von denen sie sich hauptsächlich ernährt. Tagsüber verkriecht sie sich in einem senkrechten, röhrenförmigen Bau im Sand, der mit Spinnenseide ausgekleidet ist.

### Fortbewegung
Die Fortbewegungsmöglichkeit von Cebrennus rechenbergi ähnelt jener der Goldenen Radspinne (Carparachne aureoflava) in der Wüste Namib. Die Goldene Radspinne aus dem Süden Afrikas nutzt ihre langen Beine nur dazu, sich mit Hilfe der Schwerkraft passiv eine Düne hinunter rollen zu lassen. Cebrennus rechenbergi kann jedoch durch den aktiven Einsatz der Beine das Rollen beschleunigen und sich sogar einen Abhang hinauf bewegen. Der Energieaufwand für diese Bewegungsarbeit ist jedoch beträchtlich, sodass die Spinne nach längerer Jagd tot liegen bleiben kann.

## Forschungsgeschichte
Ingo Rechenberg, Professor an der TU Berlin, entdeckte die Spinne im Jahr 2006 während eines Forschungsaufenthalts in der Sahara, bei dem die Oberflächeneigenschaften und das Verhalten von wüstenbewohnenden Lebewesen wie dem „Sandfisch“ Scincus albifasciatus untersucht wurden. Die Ergebnisse solcher Beobachtungen können in der Bionik zur Entwicklung technischer Systeme nach biologischen Prinzipien genutzt werden. Die Studien zum Verhalten von Cebrennus rechenbergi führten zur Konstruktion verschiedener Roboter, die sich auf schwierigem Gelände fortbewegen können.
Die Spinne konnte jedoch ohne ein Belegexemplar vorerst weder bestimmt noch beschrieben werden. Erst 2008 gelang es wieder, zwei Exemplare zu fangen und nach Berlin zu bringen. Peter Jäger vom Senckenberg Forschungsinstitut konnte ein konserviertes Exemplar als Männchen der Gattung Cebrennus identifizieren. Erst nach der Untersuchung eines weiblichen Tieres der gleichen Art konnte Jäger eindeutig feststellen, dass es sich um eine neue Spinnenart handelte. Bis dahin wurde sie der aus Tunesien bekannten Art Cebrennus villosus zugeordnet, die sich äußerlich kaum von der in Marokko gefundenen Art unterscheidet, der aber die Möglichkeit zur rollenden Fortbewegung fehlt. Die Erstbeschreibung der neuen Art wurde erst im Jahre 2014 veröffentlicht. Der Artname rechenbergi ehrt den Entdecker des Tieres, den Bioniker Ingo Rechenberg.